# Веснянка (приток Окуневки)
Веснянка (устар. Куссуппе; нем. Rabenfliess, до 1938 года — нем. Kussupp) — река в Калининградской области России. Течёт по территории Краснознаменского района. Правый приток среднего течения Окуневки.
Длина реки — 14 км, площадь водосборного бассейна — 19 км².
Веснянка начинается на высоте 64 м над уровнем моря в полях юго-восточнее посёлка Желанное. Течёт в основном на запад. В среднем течении пересекает посёлок Весново. Устье реки находится на 12-м км течения Окуневки на высоте 45 м над уровнем моря, северо-западнее посёлка Новинки.